# Richard Miller (agent)
Richard Miller (ur. 1937), funkcjonariusz Federalnego Biura Śledczego (FBI), pierwszy agent FBI skazany za szpiegostwo na rzecz Związku Radzieckiego.